# Otavaloa
Otavaloa là một chi nhện trong họ Pholcidae.

## Các loài
Các loài trong chi này gồm:
- Otavaloa angotero Huber, 2000
- Otavaloa lisei Huber, 2000
- Otavaloa otanabe Huber, 2000
- Otavaloa pasco Huber, 2000
- Otavaloa piro Huber, 2000